# 1997년 동계 유니버시아드 스피드스케이팅
1997년 동계 유니버시아드 스피드스케이팅 경기는 1997년 1월 24일부터 29일까지 대한민국 전주시의 전주종합운동장에 가설된 아이스매트에서 진행되었다.

## 메달리스트
| 종목        | 금                               | 은                               | 동                               |
| ----------- | -------------------------------- | -------------------------------- | -------------------------------- |
| 남자 500m   | 야마카게 히로아키 일본 (JPN)     | 이규혁 대한민국 (KOR)            | 다카하시 게이주 일본 (JPN)       |
| 남자 1000m  | 야마카게 히로아키 일본 (JPN)     | 얀 네이부르 네덜란드 (NED)       | 안드레 존데를란트 네덜란드 (NED) |
| 남자 1500m  | 얀 네이부르 네덜란드 (NED)       | 파트릭 판 팔리르 네덜란드 (NED)  | 이규혁 대한민국 (KOR)            |
| 남자 5000m  | 카를 페르헤이연 네덜란드 (NED)   | 비탈리 노비첸코 벨라루스 (BLR)   | 이시오카 마모루 일본 (JPN)       |
| 남자 10000m | 카를 페르헤이연 네덜란드 (NED)   | 요험 아위트데하허 네덜란드 (NED) | 요네쿠라 다이스케 일본 (JPN)     |
| 여자 500m   | 양춘위안 중화인민공화국 (CHN)    | 리옌쯔 중화인민공화국 (CHN)      | 천희주 대한민국 (KOR)            |
| 여자 1000m  | 천희주 대한민국 (KOR)            | 콜레터 제이 네덜란드 (NED)       | 양쉬 중화인민공화국 (CHN)        |
| 여자 1500m  | 레나터 흐루네볼트 네덜란드 (NED) | 양쉬 중화인민공화국 (CHN)        | 나가오카 야요이 일본 (JPN)       |
| 여자 3000m  | 레나터 흐루네볼트 네덜란드 (NED) | 구로바 에미 일본 (JPN)           | 양쉬 중화인민공화국 (CHN)        |
| 여자 5000m  | 레나터 흐루네볼트 네덜란드 (NED) | 구로바 에미 일본 (JPN)           | 박정은 대한민국 (KOR)            |

## 참고 문헌
- 《’97 무주·전주 동계유니버시아드대회 공식보고서》. ’97 무주·전주 동계유니버시아드대회 조직위원회. 1997년 9월 25일.